# Alfitomancia
Alfitomancia es una forma de adivinación en la que se pretende hacer predicciones por medio de la harina. Consistía en hacer comer un pedazo de pan confeccionado con harina de cebada al sujeto de quien se quería obtener una confesión, previamente se habían practicado sobre el trozo de pan ciertas ceremonias religiosas. Si el que comía digería bien, se le consideraba como inocente, pero si no, era tenido por culpable.